# 椋梨弘平
椋梨 弘平（むくなし ひろひら）は、戦国時代の武将。小早川氏の重臣。

## 略歴
椋梨氏は小早川景広の次男・小早川季平が安芸国沼田新庄に分知され、その嫡子の国平が沼田新庄椋梨郷一帯を領して本拠とし、地名を取って姓を椋梨としたことに始まる沼田小早川氏の庶流であるが、小早川隆景の沼田小早川家入りの際には積極的に貢献した。
椋梨盛平の子として誕生。「小早川家文書」に残る永禄4年（1561年）から天正14年（1586年）の座配書立によると、常に上座筆頭に記されていることから、弘平は隆景の筆頭家老であったことがうかがわれる。天文23年（1554年）の備後国高杉城攻めでは家臣・末包又十郎と共に活躍し、隆景より感状を送られている。
子・景良は隆景の死後、毛利氏の家臣となる。